# Hulu Terengganu
Huyện Hulu Terengganu là một huyện thuộc bang Terengganu của Malaysia. Huyện Hulu Terengganu có dân số thời điểm năm 2010 ước tính khoảng 73048 người.